# Ledningselektron
Ledningselektron är ett begrepp inom fysiken. I en fast kropp är elektronerna delvis gemensamma för de ingående atomerna och fördelar sig på ett antal tillåtna energitillstånd som bildar energiband. Om ett sådant energiband är helt fyllt med elektroner kan dessa inte förflytta sig genom kroppen.
Elektroner i ett bara delvis fyllt band kan däremot röra sig fritt, och dessa rörliga elektroner, ledningselektronerna, transporterar den elektriska strömmen genom kroppen.